# Baryprostha foliacea
Baryprostha foliacea är en insektsart som beskrevs av Sigfrid Ingrisch 1990. Baryprostha foliacea ingår i släktet Baryprostha och familjen vårtbitare. Inga underarter finns listade i Catalogue of Life.